# Myngs (Schiff, 1944)
HMS Myngs (R06) war ein Zerstörer der „10th Emergency Flotilla“ der britischen Royal Navy im Zweiten Weltkrieg. Sie war der Flottillenführer der am 12. Februar 1942 bestellten acht Zerstörer, von denen die sieben anderen einen mit Z beginnenden Namen erhielten. Die Aufträge gingen an Vickers-Armstrong am Tyne (Myngs/Zephyr), Cammel Laird (Zambesi/Zealous), Thornycroft (Zest/Zodiac) sowie Fairfields (Zebra, Zenith). Die Fairfields-Bauten wurden zuerst fertig gestellt, aber als Zerstörer der zuvor bestellten Flottille mit den Namen Wakeful und Wessex. In der „10th Emergency Flotilla“ wurde sie von den für diese Flottille bei Denny mit diesen Namen im Bau befindlichen Zerstörer des vorangehenden Auftrags ersetzt. In den Dienst der Royal Navy kamen die acht Zerstörer zwischen dem 23. Juni 1944 (Myngs) und dem 22. Dezember 1944 (Zenith ex Wessex). Von ihren Vorgängern seit der „5th Emergency Flotilla“ unterschieden sich diese Zerstörer durch ihre neue Hauptbewaffnung mit vier 11,3-cm-Geschützen ähnlich den Heckgeschützen der Savage. Die leichte Fla-Bewaffnung war – wie bei den anderen Kriegsbauten - nicht ganz einheitlich und wurde teilweise schon im Krieg verändert. Da erst zum Kriegsende fertiggestellt, blieben die Schiffe meist im aktiven Dienst.
1955 wurde die Myngs zusammen mit der Zenith an Ägypten verkauft, während Zealous und Zodiac an Israel kamen. Nochmal in Großbritannien überholt, wurden die vier Zerstörer im Sommer 1956 abgeliefert und kamen als El Qaher / El Fateh beziehungsweise Elath / Yaffa in den Dienst ihrer neuen Besitzer. Die El Qaher wurde 1970 im Roten Meer durch israelische Flugzeuge versenkt.

## Geschichte
Der Kiel der Myngs wurde am 27. Mai 1942 bei Vickers-Armstrong in Newcastle upon Tyne gelegt, der Stapellauf erfolgte am 31. Mai 1943, die Indienststellung am 23. Juni 1944. Namensgeber war der in der Viertageschlacht gefallene britische Freibeuter und Admiral Sir Christopher Myngs (um 1625–1666). Das Schiff war Flottillenführer der aus den Schiffen der Z-Klasse gebildeten 10th Emergency Flotilla und kam vor allem als Eskorte für Konvois und Flottenverbände zum Einsatz, so bei den in den Nordmeergeleitzügen JW 63, RA 63, RA 64, JW 65 und RA65.
,
Kommandanten waren vom 13. März bis 9. Juli 1944 Lieutenant Commander Charles Wickham Malins, DSC, RN, vom 9. Juli bis 17. November 1944 Commander Manley Lawrence Power, CBE, RN (Verleihung des DSO als Kommandant am 10. November 1944), vom 17. November 1944 bis 11. Juli 1945 Commander Peter Grenville Lyon Cazalet, DSC, RN, und ab 11. Juli 1945 Commander John Hamilton Allison, DSO, RN, der auch noch im Oktober 1945 das Kommando führte.
Als relativ moderne Schiffe blieben die Zerstörer der Z-Klasse nach 1945 zunächst noch im aktiven Dienst, während viele ältere Fahrzeuge ausgemustert wurden. 1955 verkaufte die britische Regierung die Myngs und ihr Schwesterschiff Zenit an die ägyptische Marine, die sie nach Überholung und Umbewaffnung bis Juli 1956 in El Qaher beziehungsweise El Fateh umbenannte. Gleichzeitig verkaufte Großbritannien die Schwesterschiffe Zeaolus und Zodiac an Israel, wo sie gleichzeitig zu den ägyptischen Zerstören als Eilath und Yaffa in Dienst kamen. Nach einer Überholung in Indien wurde das Schiff im Roten Meer vor der südägyptischen Küste am Morgen des 16. Mai 1970 durch israelische Kampfflugzeuge versenkt. Dieser Zwischenfall gehört in den Kontext des sogenannten Abnutzungskriegs von 1968 bis 1970 zwischen Israel und Ägypten.
Das in einem militärischen Sperrgebiet liegende Wrack wurde offiziell erstmals 1996 durch Peter Collings betaucht, die genaue Position wird bislang geheim gehalten. Der Bug des Schiffs mit dem vordersten Geschützturm ragt aus dem Wasser, während die Maximaltiefe am Heck bei 22 m liegt. Die El Qaher wurde durch den Luftangriff schwer beschädigt, zeigt aber noch zahlreiche interessante Details wie die 11,3-cm-Geschütztürme oder die Torpedorohre. Da es bislang keinen nennenswerten Tauchtourismus gegeben hat, weist das Wrack neben vielen andernorts durch Souvenirjäger entwendeten Kleinteilen auch einen großen Reichtum an Fischen und Korallenbewuchs auf. Nach Ansicht von Tauchern, die das Schiff besucht haben, hat der Zerstörer das Potential, eines der für Sporttaucher populärsten Wracks des Roten Meeres zu werden.
Das Wrack existiert nicht mehr! Nach Aussagen von Fischern wurde es ca. 2022 abgeborgen. Eine Expedition unter der Leitung von Peter Collings konnte das Wrack nicht mehr lokalisieren.